# Русская газета (Москва, 1858—1859)
«Русская газета» — газета, издававшаяся в Российской империи в городе Москве с 1858 по 1859 год.
Еженедельное периодическое издание «Русская газета» позиционировало себя как российское политическое, экономическое и литературное обозрение, рассчитанное на широкий круг читателей.
Бессменным главным редактором  «Русской газеты» был С. Поль.
Четверть века спустя, в период с 1876 по 1881 год, в городе Москве издавалась другая газета с таким же названием.